# ريترونسين
ريترونسين (بالإنجليزية: Retronecine)‏ هو قلويد بيروليزيدين موجود في مجموعة متنوعة من النباتات في أجناس شيخة ونطش، وعائلة حمحمية. إنه النواة المركزية الأكثر شيوعًا لقلويدات بيروليزيدين الأخرى.